# Flavocrambus
Flavocrambus is een geslacht van vlinders van de familie grasmotten (Crambidae).

## Soorten
- F. aridellus South, 1901
- F. melaneurus Hampson, 1919
- F. picassensis Bleszynski, 1965
- F. striatellus Leech, 1889